# Mosnang
Mosnang (lokal Moslig genannt) ist eine Ortschaft und eine politische Gemeinde des Kantons St. Gallen in der Schweiz. Sie befindet sich im Wahlkreis Toggenburg ausserhalb von Hauptverkehrsachsen.

## Geographie

Luftbild von Werner Friedli von 1955

Mosnang liegt nordöstlich der Hulftegg, über welche eine 1867 eröffnete Passstrasse ins Tösstal im Kanton Zürich führt.
Zur Gemeinde Mosnang gehören die Dörfer Mosnang, Mühlrüti und Libingen, die Weiler Dreien und Wiesen sowie Lütschwil und Spilhusen (beide Lütisburg Station). Im Südwesten von Mühlrüti entspringt die Murg, einer der grössten Nebenflüsse der Thur. Die Nachbargemeinden sind Kirchberg, Fischingen TG, Fischenthal ZH, Eschenbach, Wattwil, Bütschwil-Ganterschwil und Lütisburg. Ein Dreikantonseck findet sich am Hörnli.
Durch Mühlrüti verläuft der 87 Kilometer lange Toggenburger Höhenweg. Er führt in fünf Etappen von Wildhaus über Arvenbüel und Chrüzegg (oberhalb Atzmännig) nach Wil.

## Geschichte
Mosnang wurde 854 erstmals als Masinang erwähnt. 1217 wird erstmals ein Leutpriester, 1275 eine Pfarrei erwähnt. Turm und Teile der Pfarrkirche St. Georg und Theodul stammen aus der Zeit um 1200.

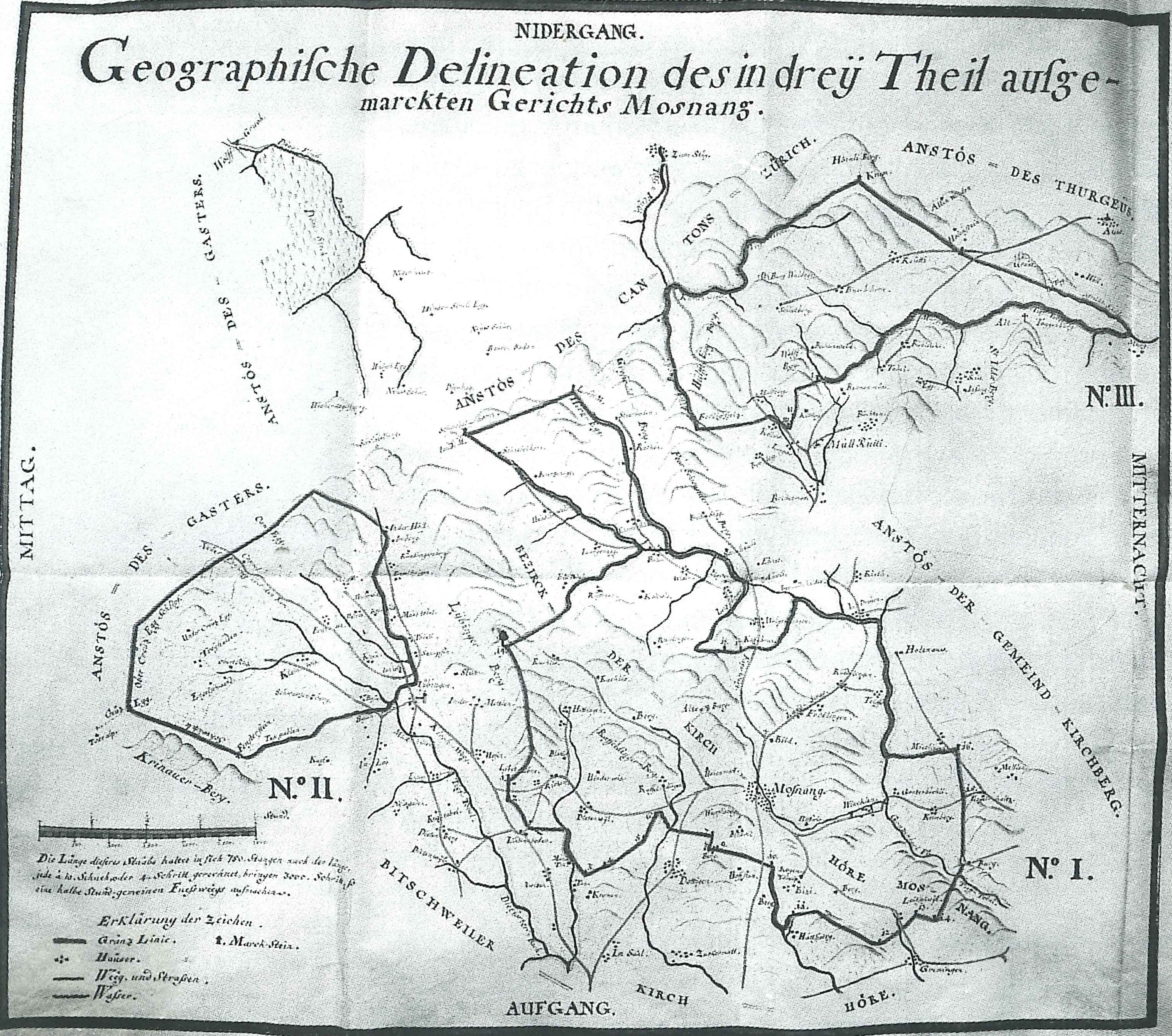
Grenzen des in drei Teile aufgegliederten, zur Herrschaft Tannegg gehörenden alten Gerichts Mosnang. Das ausserhalb dieser Grenzen liegende Gebiet Mosnangs mit den Dörfern Mühlrüti und Libingen gehörte zum fürstäbtischen Niedergericht Bazenheid.

Als Teil des Amtes Tannegg unterstand das Dorf Mosnang niedergerichtlich dem Bischof von Konstanz, ab 1693 dem Kloster Fischingen, das ab 1697 auch die Kollatur besass. Die hohe Gerichtsbarkeit lag bei den Grafen von Toggenburg, nach 1468 bei der Fürstabtei St. Gallen. Während der ersten grossen Pest im Toggenburg 1564 bis 1569 starben 80 % der Bevölkerung. Nach der Einführung der Reformation 1528 kehrte Mosnang ab 1531 fast vollständig zum alten Glauben zurück.
1751 löste sich Libingen, 1764 auch Mühlrüti von der Pfarrei Mosnang.
1798 wurde Mosnang Hauptort des helvetischen Distrikts Mosnang, in der Mediationsakte 1803 wurde Mosnang neben Flawil zum Hauptort des Bezirks Untertoggenburg bestimmt. Die vormals zum Bazenheider Gericht gehörenden Dörfer Libingen und Mühlrüti mit Mosnang wurden da zu einer Orts- sowie zu einer politischen Gemeinde vereinigt. Im Rahmen der sanktgallischen Verfassungskämpfe war Mosnang dann von 1831 bis 1861 Versammlungsort der Alttoggenburger Bezirksgemeinde. 1886 zerstörte ein Brand Teile des Mosnanger Dorfkerns.
Trotz der starken Industrialisierung des Toggenburgs im 19. Jahrhundert blieb Mosnang ein Bauerndorf. 1985 wurde eine Oberstufenschule eröffnet, zuvor besuchten die Sekundarschüler den Unterricht in Bütschwil. Aus der 1871 gegründeten Zwangsarbeitsanstalt ging 1987 die kantonale Strafanstalt Bitzi hervor, die heute als Massnahmenzentrum Bitzi betrieben wird Die Ausläufer des Tössstockgebiets sowie des Quellgebiets der Murg sind seit 1996 im Bundesinventar der Landschaften von nationaler Bedeutung registriert.
→ siehe auch Abschnitt Geschichte im Artikel Libingen

→ siehe auch Abschnitt Geschichte im Artikel Mühlrüti

## Bevölkerung
| Bevölkerungsentwicklung | Bevölkerungsentwicklung |
| Jahr                    | Einwohner               |
| ----------------------- | ----------------------- |
| 1850                    | 3005                    |
| 1900                    | 2670                    |
| 1950                    | 2638                    |
| 1980                    | 2280                    |
| 2000                    | 2894                    |
| 2010                    | 2881                    |

| Verteilung auf Dörfer und Weiler | Verteilung auf Dörfer und Weiler |
| -------------------------------- | -------------------------------- |
| Stand 31. Dezember 2021          |                                  |
| Dorf Mosnang                     | 1148                             |
| Weiler um Mosnang                | 593                              |
| Dreien-Wiesen                    | 416                              |
| Mühlrüti                         | 413                              |
| Libingen                         | 304                              |
| Total                            | 2874                             |

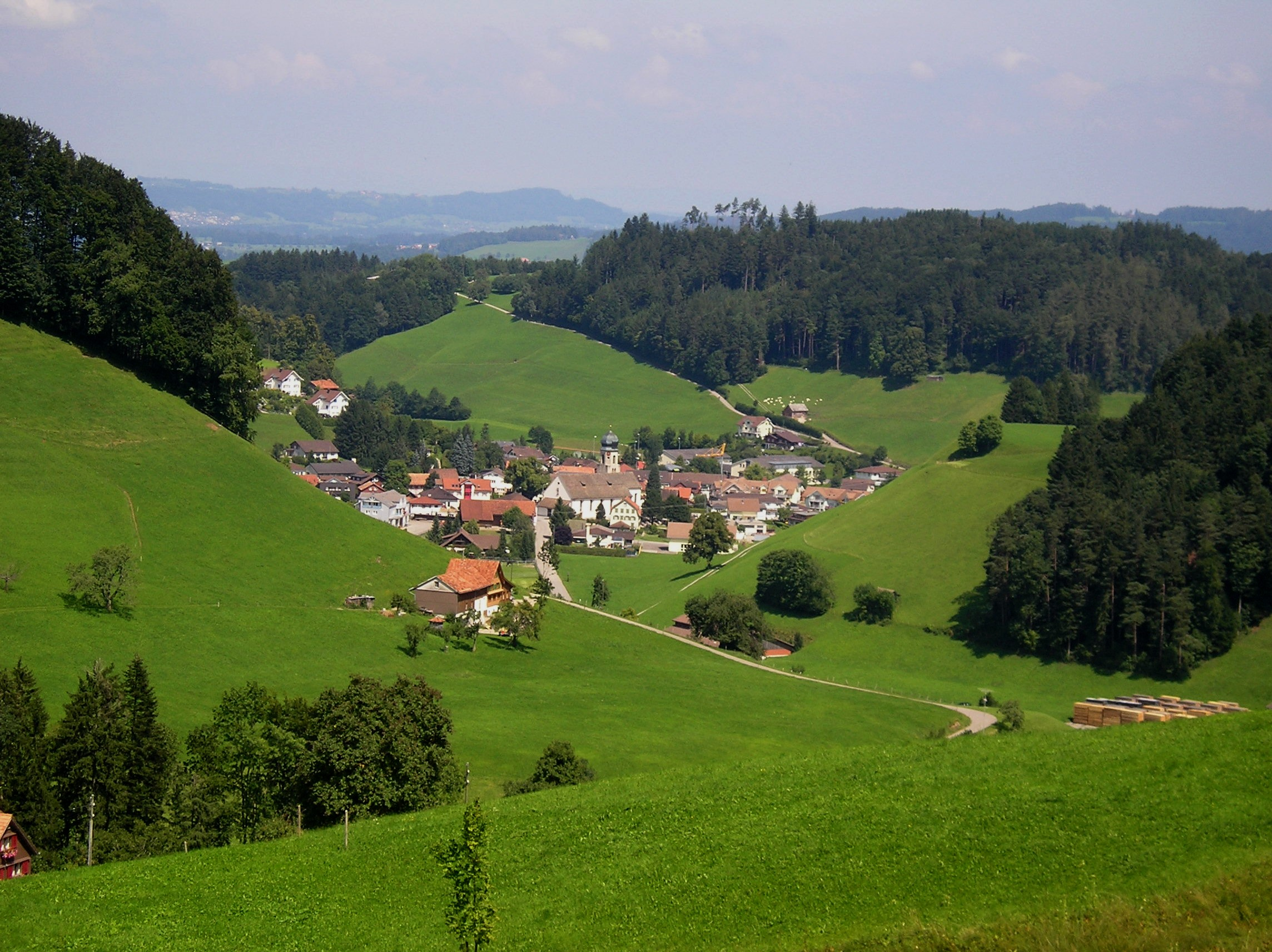
Blick auf das Dorf Mosnang vom Evasberg

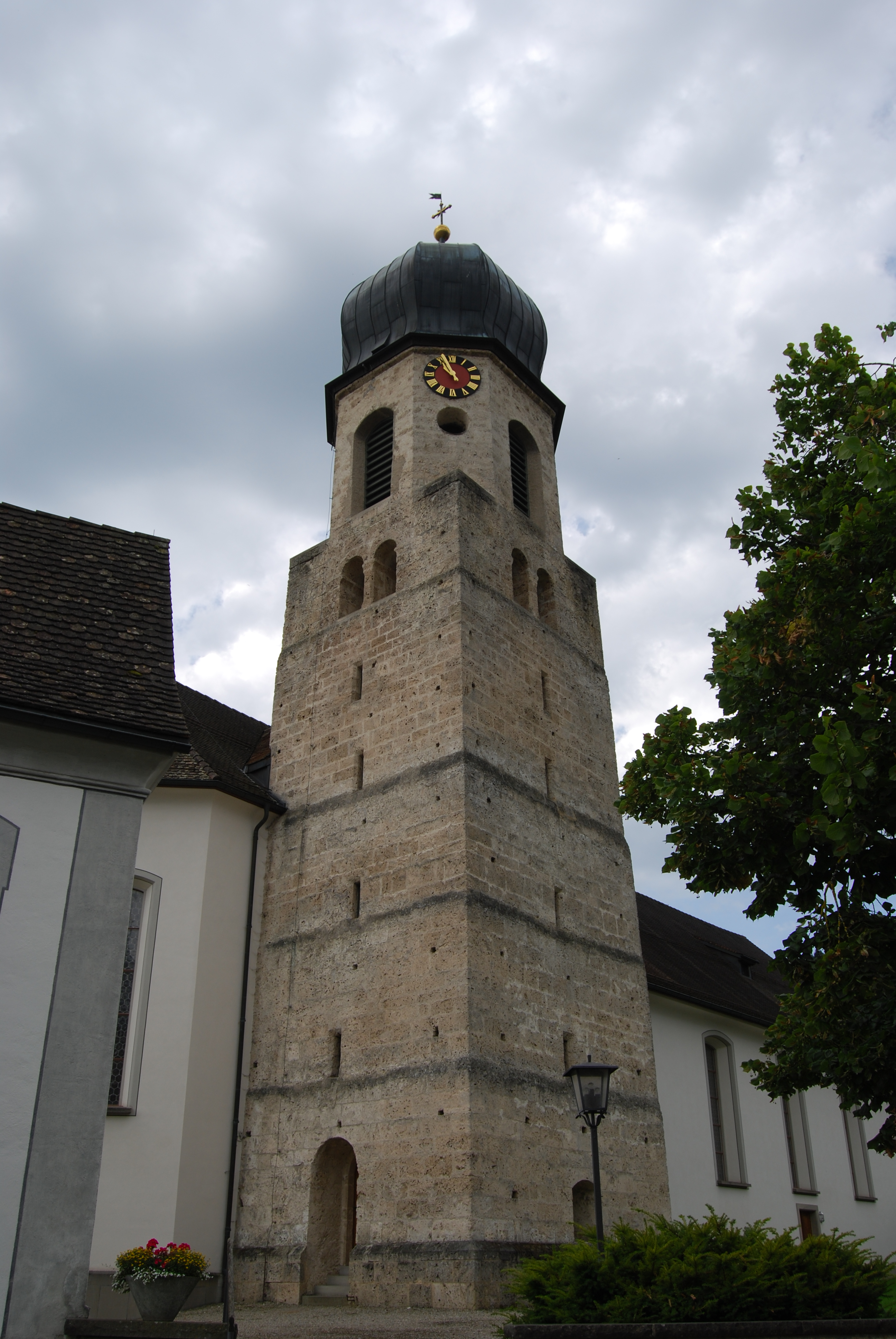
Mosnanger Kirchturm

Von den insgesamt 2874 Einwohnern im Jahr 2021 waren 1211 Ortbürger und hatten 135 eine ausländische Staatsbürgerschaft. 2096 waren römisch-katholisch und 351 reformiert.
Mit 2920 Einwohnern im Jahr 2007 erreichte Mosnang fast wieder die Bevölkerungszahl von 1860 mit 3077 Einwohnern.

## Politik
Gemeindepräsident ist Renato Truniger (SVP), welcher zuletzt 2024 im Amt bestätigt wurde.

## Sehenswürdigkeiten
Das Dorf Mosnang ist vor allem bekannt durch seine Pfarrkirche St. Georg und Theodul mit dem Kirchturm. Dieser wurde ursprünglich als Wachturm gebaut und genutzt und später zum Kirchturm umgebaut. Mosnang besitzt ausserdem einen kleinen Skilift, der vor allem von Einheimischen genutzt wird. An diesem Skilift hat Maria Walliser, eine ehemalige Schweizer Skirennfahrerin, gelernt, auf den «Brettern» zu stehen.

## Bilder

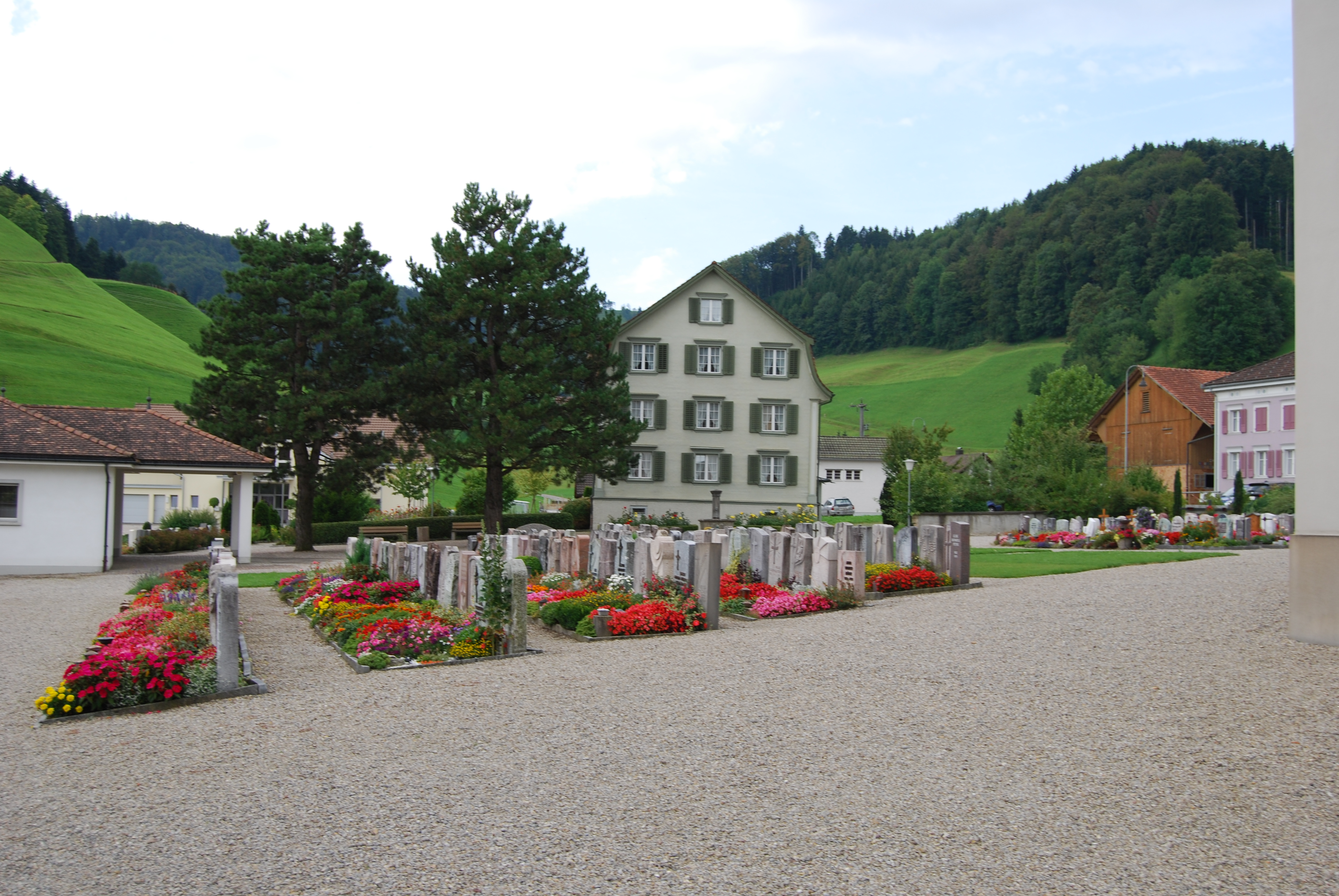
Friedhof und Pfarrhaus Mosnang
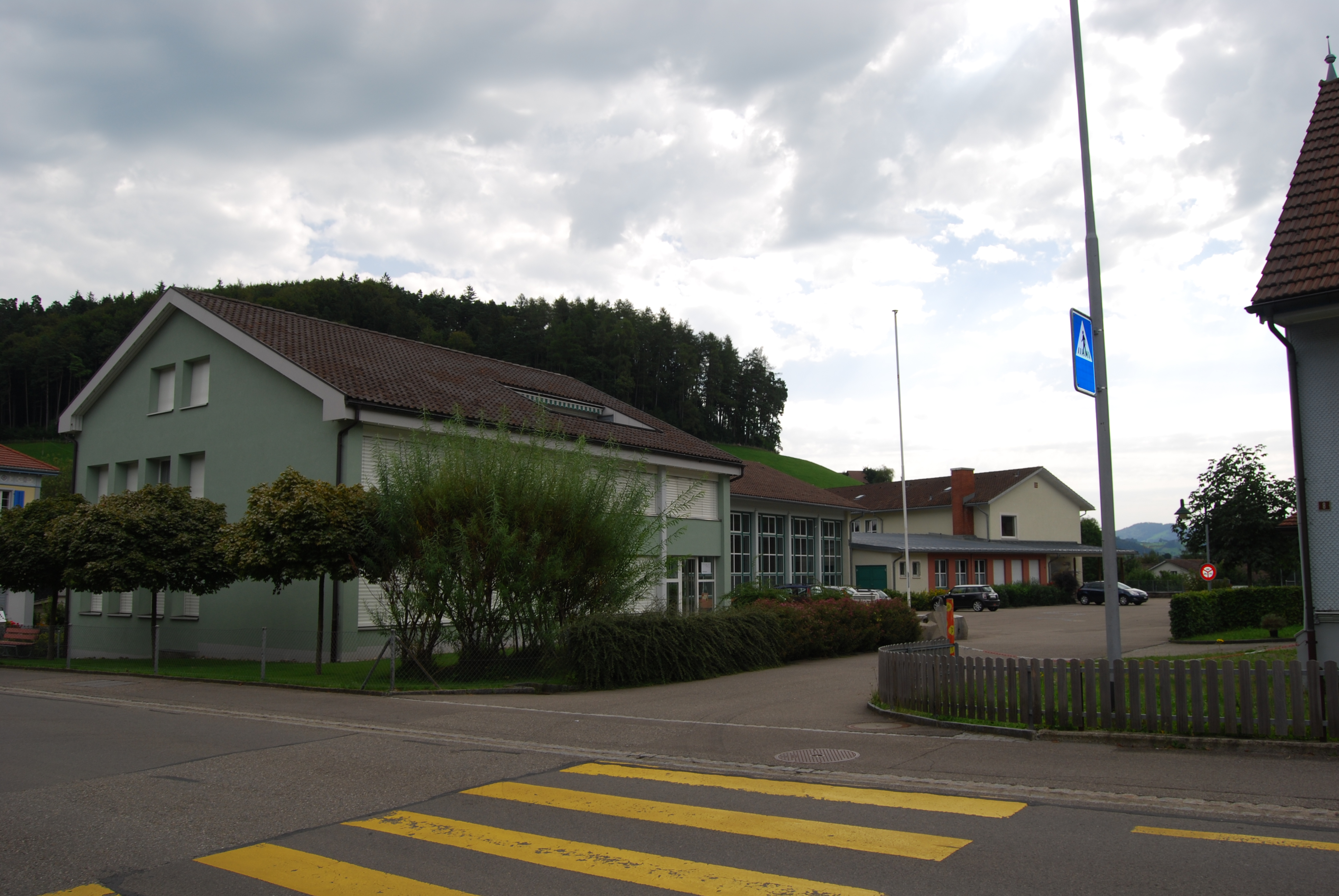
Primarschule Mosnang
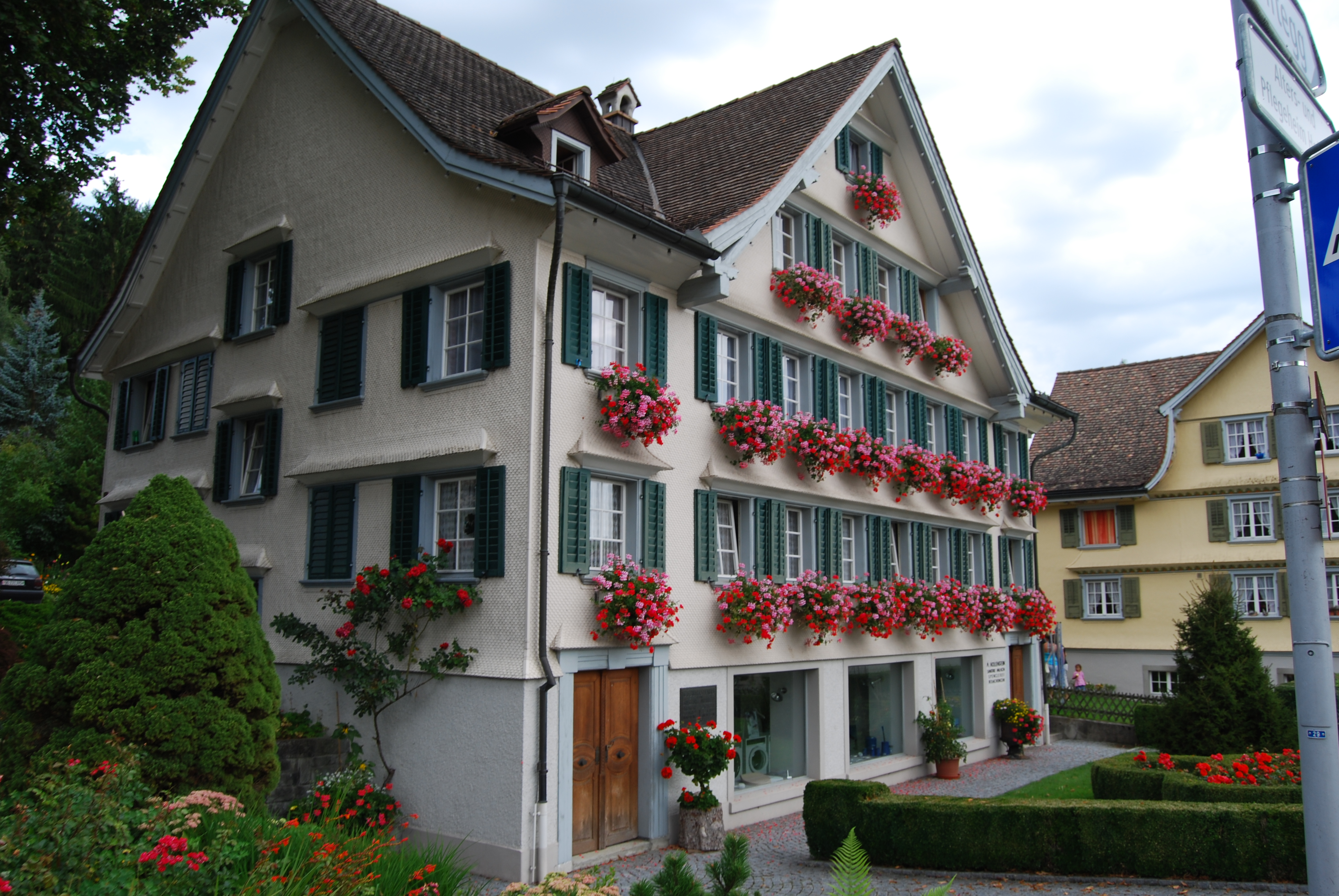
Alte «Krone» in Mosnang
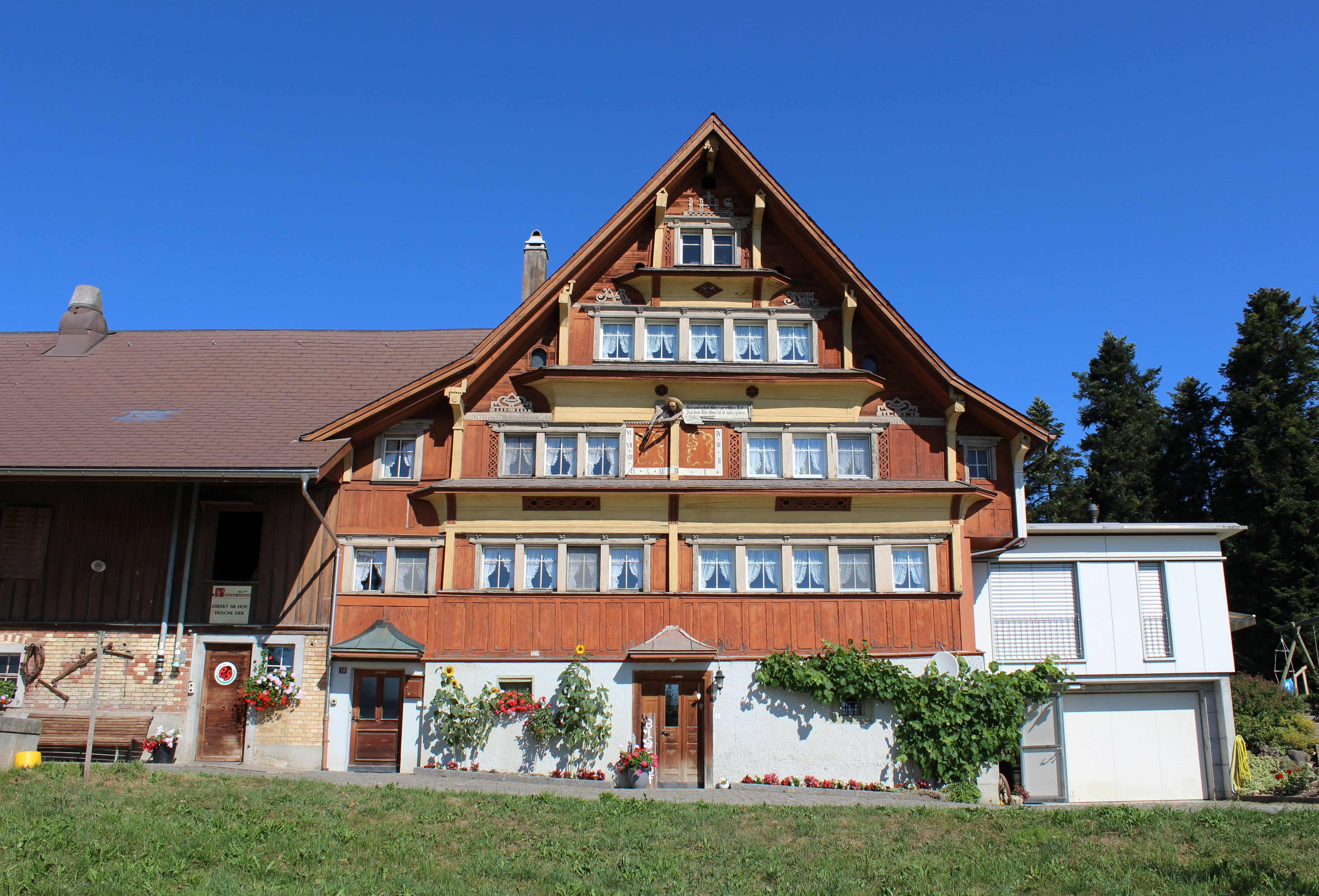
Toggenburger Haus in Spilhusen
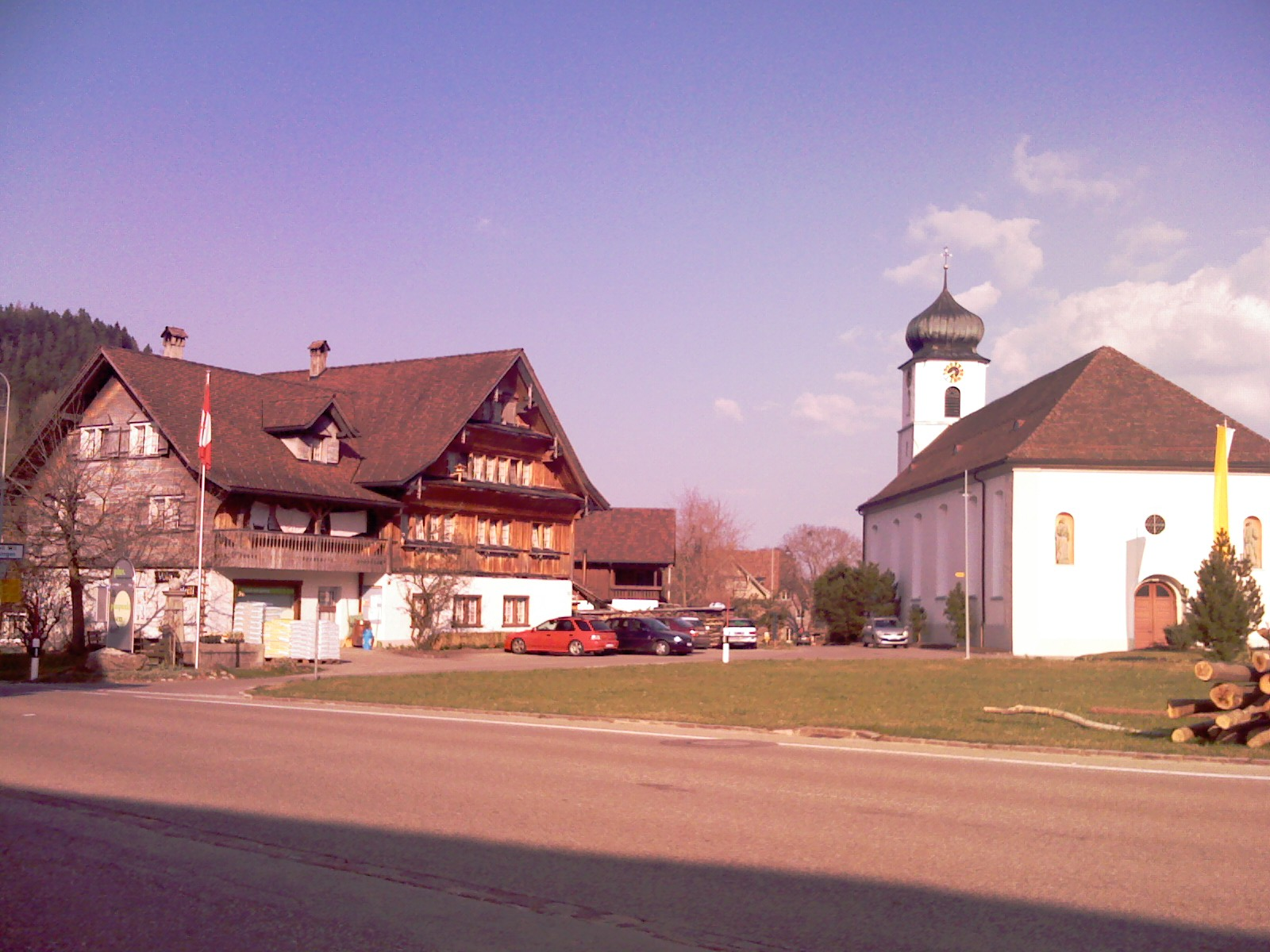
Kirche von Mühlrüti in der Gemeinde Mosnang
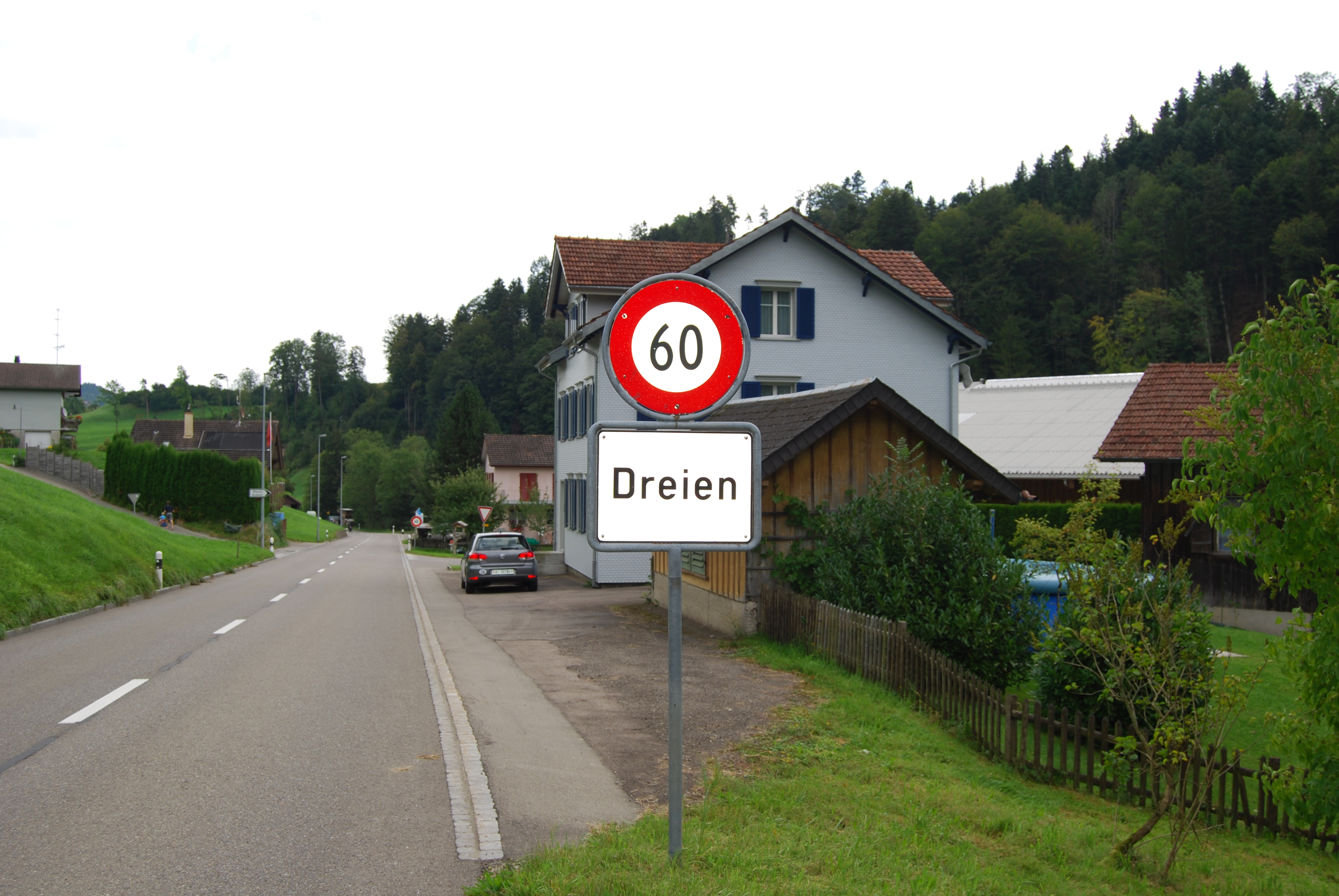
Dreien

## Verkehr
Mosnang liegt an der Staatsstrasse Bütschwil–Mühlrüti–Hulftegg–Steg. Die vom Bahnhof Bütschwil an der Toggenburgerbahn ausgehende Postautolinie 765 verzweigt sich in Mosnang nach Dreien–Mühlrüti und Libingen.

## Sport und Kultur
Neben einem Skilift hat die Gemeinde zwei international erfolgreiche Vereine: den Seilziehclub Mosnang und den Radball spielenden RMV Mosnang (Rad- und Motorfahrerverein Mosnang).
Zur Tradition geworden ist die Aufführung des Theaters „Der Schwarze Tod“, das an die Pest erinnert. Das vom Libinger Lehrer Emil Stieger geschriebene Schauspiel wurde 1903, 1924, 1947, 1965, 1995 und 2023 aufgeführt. Die im Theaterstück vorkommenden Lieder wurden vom in Mosnang wirkenden, musikalisch begabten Pfarrer Carl Jakob Eisenring komponiert.
Im Jahr 2017 bauten in Mosnang 300 Freiwillige den mit 120 Metern Durchmesser weltweit grössten Adventskranz.

## Persönlichkeiten
- Fridolin Anton Grob  (* 1745 in Mosnang; † 1807 ebenda), Landrat und Künstler
- Johann Joseph Müller (* 1815 in Mosnang; † 1861 in St. Gallen), Herausgeber und Journalist, Politiker, Nationalrat
- Johann Georg Müller (* 1822 in Mosnang; † 1849 in Wien), Architekt
- Johann Fridolin Müller (* 1830 in Mosnang; † 1888 in Wil), Unternehmer und Politiker
- Josef Hagmann (* 1871 in Mosnang; † 1926 in Innsbruck), katholischer Geistlicher, Abt von St. Georgenberg-Fiecht
- Joseph Meile (* 1891 in Mosnang; † 1957 in St. Gallen), katholischer Bischof von St. Gallen
- Ernst Pfiffner (* 1922 in Mosnang; † 2011), Komponist, Organist und Kantor
- Maria Walliser (* 1963 in Mosnang), Skirennfahrerin
- Peter Baumgartner (* 1965 in Mosnang), Brigadier
- Selina Rutz-Büchel (* 1991 in Mosnang), Leichtathletin